# Roberto Irañeta
Roberto Luis Irañeta (* 21. März 1915 in Provinz Mendoza; † 30. November 1992) war ein argentinischer Fußballspieler. Der Stürmer nahm an der Fußball-Weltmeisterschaft 1934 teil.

## Karriere

### Verein
Roberto Irañeta spielte von 1930 bis 1940 bei Gimnasia y Esgrima de Mendoza. Die Möglichkeit, nach der Weltmeisterschaft zum Spitzenklub River Plate zu wechseln, schlug sein im Baskenland groß gewordener Großvater aus. Stattdessen verpflichtete River Plate seinen Teamkollegen Bruno Rodolfi.

### Nationalmannschaft
Irañeta wurde 1934 im Alter von 19 Jahren von Nationaltrainer Filippo Pascucci in den Kader der Nationalmannschaft für die Weltmeisterschaft in Italien berufen. Im Achtelfinale, dem ersten und gleichzeitig letzten Turnierspiel der Albiceleste, spielte er bei der 2:3-Niederlage gegen Schweden.

## Erfolge
- Meister der Liga Mendocina: 1931, 1933, 1937, 1939